# Rudolf Mazzola
Rudolf Mazzola (* 22. April 1941 in Basel; † 18. Mai 2010 in Wien) war ein Schweizer Opernsänger und österreichischer Kammersänger mit der Stimmlage Bass.

## Künstlerische Laufbahn
Mazzola studierte Gesang am Konservatorium Basel. Als Stipendiat setzte er seine Gesangsstudien am Internationalen Opernstudio in Zürich fort. Sein erstes Engagement hatte er von 1969 bis 1971 am Stadttheater St. Gallen, wo er als erste Bühnenrolle den Komtur in Wolfgang Amadeus Mozarts Oper Don Giovanni sang. Es folgte von 1971 bis 1975 ein weiteres Festengagement am Stadttheater Basel. 1975 wurde er an die Wiener Volksoper engagiert, wo er im Dezember 1975 als Osmin in der Premiere einer Neuinszenierung von Mozarts Singspiel Die Entführung aus dem Serail mitwirkte; 1977 folgte die Berufung an die Wiener Staatsoper, wo er im Februar 1977, ebenfalls in dieser Rolle, debütierte.
An der Wiener Staatsoper sang er in den Folgejahren hauptsächlich das Buffo- und das Charakterfach, übernahm jedoch auch Partien aus dem seriösen Bass-Fach. Insgesamt sang er im Laufe seiner Mitgliedschaft an der Wiener Staatsoper dort in fast 1000 Aufführungen. So sang er allein 90 Mal den Mesner in Tosca, 82 Mal den Bartolo in Le nozze di Figaro. Weitere Partien waren Sarastro in Die Zauberflöte, Basilio in Der Barbier von Sevilla, der Gefängnisdirektor Frank in Die Fledermaus und der Baron Ochs in Der Rosenkavalier. 1995 sang er dort den Theaterdirektor La Roche in Capriccio. Außerdem wirkte er 1995 an der Wiener Staatsoper in der Uraufführung der Oper Gesualdo von Alfred Schnittke mit. Sein letzter Auftritt an der Wiener Staatsoper war der Schigolch in Lulu im November 2002.
1980 sang er bei den Bregenzer Festspielen ebenfalls den Osmin. 1981 wirkte er bei den Salzburger Festspielen in der Uraufführung der Oper Baal von Friedrich Cerha mit.
Gastspiele führten Mazzola auch an das Opernhaus Frankfurt (1983 als Osmin), an die Grand Opéra Paris (1983 als Truffaldin in Ariadne auf Naxos), an die Hamburgische Staatsoper, an die Bayerische Staatsoper, an das Gran Teatre del Liceu in Barcelona (1984 als Doktor in Wozzeck), an die Opéra Royal de Wallonie in Lüttich (1988 als Basilio), an die Nationaloper in Budapest, an das Teatro Regio in Turin, an das Opernhaus Zürich, an das Opernhaus in Toronto (1992 als Don Alfonso in Così fan tutte) und 1995 nach Athen (Doktor in Wozzeck).

## Ehrungen und Auszeichnungen
1988 wurde Rudolf Mazzola in Anerkennung seiner künstlerischen Verdienste und für sein Wirken an der Wiener Staatsoper mit dem Titel Kammersänger ausgezeichnet.